# فلم الإيموجي
فيلم الإيموجي (بالإنجليزية: The Emoji Movie) أو «فيلم الرموز التعبيرية» هو فيلم رسوم متحركة حاسوبية عائلي صدر عام 2017 من إنتاج شركة سوني بيكتشرز أنيميشن الأمريكية واخراج توني ليوندس ومن كتابة كل من ليوندس ومايك وايت وإيريك سيغل، والفيلم من نوع أصدقاء الرسوم المتحركة والمغامرة والواقع الإفتراضي والكوميديا.
ويعد الفيلم أيضا أول فيلم روائي طويل في تاريخ السينما يتحدث عن «الإيموجيز»، حيث تم من قبل إنتاج العديد من الأفلام التي تتحدث عن هذه الشخصيات، لكنها كانت أفلام أنيميشن قصيرة، لتكون تلك هي التجربة الأولى.
الشركة المنتجة للعمل وهي «سوني بيكتشرز للرسوم المتحركة»، لم يكن هذا الفيلم هو تجربتهم الأولى في أفلام الأنيميشن، حيث كانت لهم تجارب أخرى، منها فيلم "angry birds" الذي أصدرته الشركة عام 2016، وحقق نجاحًا معقولًا، لكنه ليس بالكبير، حيث حصل على تقييم "6.3" على موقع IMDB.

## أحداث الفيلم
تدور احداث الفيلم حول العالم السري للرموز التعبيرية داخل الهاتف الذكي، والمخفية بتطبيقات الرسائل بمختلف انواعها، والتي تحيا داخل المدينة الافتراضية الصاخبة تكستوبوليس (بالإنجليزية: Textopolis)، حيث يتمنى كل رمز تعبيري منهم أن يستعمله مستخدم الهاتف. وفي هذا العالم، يملك كل رمز تعبيري تعبير وجه وحيد لا غير، باستثناء جين (تي.جيه. ميلر)، الرمز التعبيري الذي وُلد دون فلتر تنقية ويعج بالتعبيرات المتعددة.
والقصة تتمركز حول «جين»، الذي يعاني من عدة مشاكل، من أهمها أنه مختلف عن باقي الإيموجيز الذين برمجوا لتعبير واحد فقط، حيث إنه لا يمثل تعبيرًا معينًا أو مختصًا بذاته، لكنه قادر على التحول والتنوع بين عديد من التعبيرات الأخرى، ليبدأ بداخله صراعًا نفسيا بشكل كوميدي.
«جين» يحاول طوال القصة أن يختص بذاته، وأن يكون له تعبير واحد فقط كالبقية، وذلك بمساعدة إيموجي آخر قريب إليه، وهو أعز أصدقائه «هاي فايف»، لتبدأ رحلة البحث عن الذات الخاصة به.

## الشعار المعرب
تم تعريب صورة وشعار الفيلم من شخص مجهول المصدر وذلك عبر نشرها كصورة مصغرة لإحدى فيديوهاته...
(الصورة في الجانب الأيسر)

## التصنيف الرقابي
الفيلم تصنيفه الرقابي الرسمي هو "PG"، بمعنى أنه يصلح للأطفال، وهو ما يحبذ فكرة أنه فيلم عائلي وأطفالي في المقام الأول، إلا أن طبيعة قصته يُفترض أنها تجذب جمهور الشباب، والفيلم مناسب لجميع الأعمار.

## الآداء الصوتي

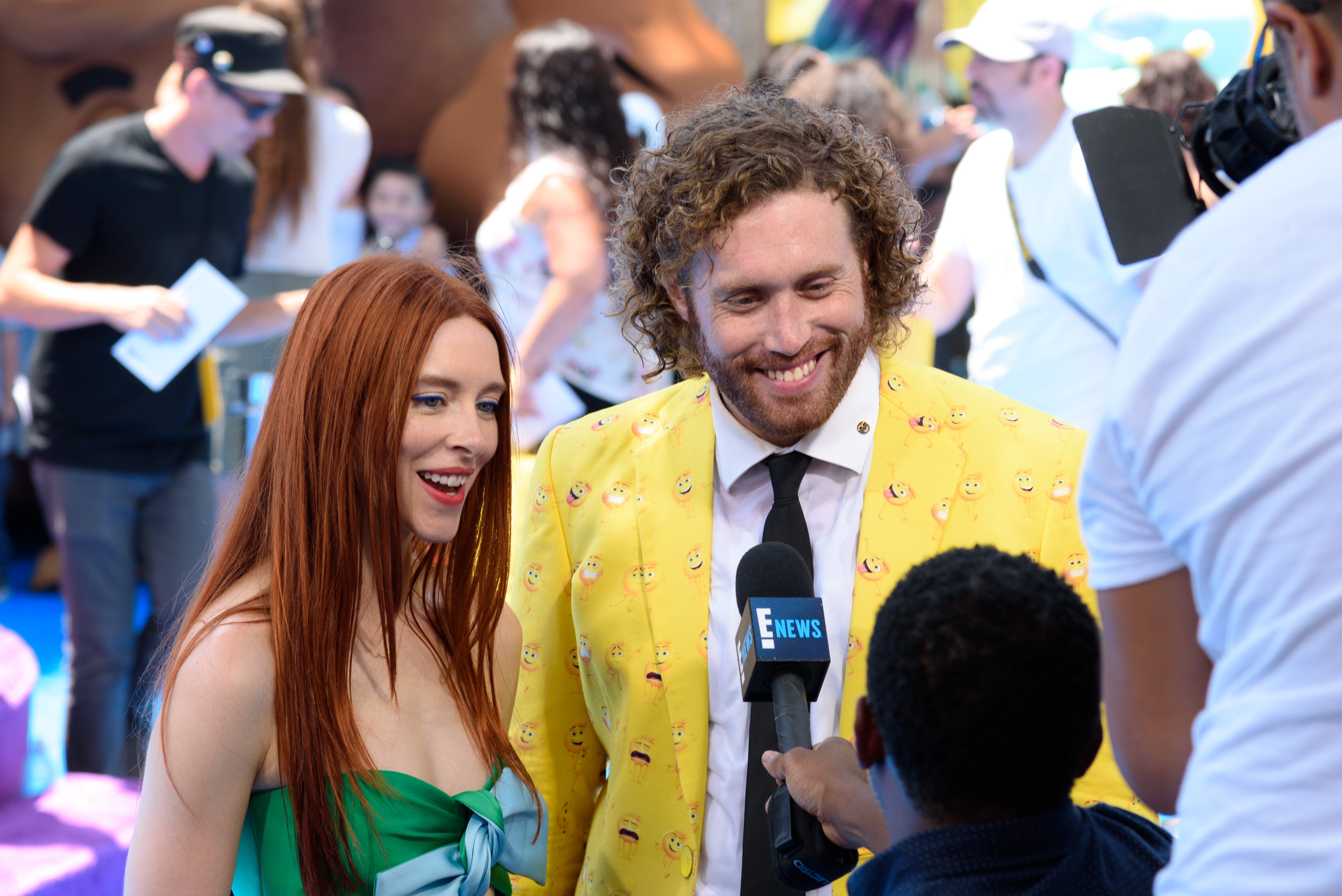
تي جاي ميلر وزوجته كاتي في احتفال الفيلم في لوس أنجلوس

- تي جاي ميلر
- جيمس كوردن
- آنا فاريس
- مايا رودولف
- ستيفن رايت
- جينيفر كوليدج
- باتريك ستيوارت
- كريستينا أغيليرا
- صوفيا فيرغارا
- شون هايز
- رايتشل راي
- جيف روس
- جاك أوستن
- روب ريجل

## الجوائز
لم يحقق الفيلم النجاح الذي كان متوقع له حيث أبدى الكثير من الاستياء من الفيلم بكونه سطحيا، وحصد على جميع جوائز التوتة الذهبية لأسوأ فيلم رسوم متحركة وأسوأ إخراج وأسوأ سيناريو وأسوأ لقطات.
| Year | Award                | Category                                  | Nominee(s)                                | Result |
| ---- | -------------------- | ----------------------------------------- | ----------------------------------------- | ------ |
| 2018 | جائزة بلاك ريل       | Outstanding Voice Performance ‏            | مايا رودولف                               | رُشِّح    |
| 2018 | جائزة التوتة الذهبية | أسوأ تصوير                                | Michelle Raimo Kouyate                    | فوز    |
| 2018 | جائزة التوتة الذهبية | أسوأ اخراج                                | Tony Leondis                              | فوز    |
| 2018 | جائزة التوتة الذهبية | أسوأ لقطات                                | Any two obnoxious emojis                  | فوز    |
| 2018 | جائزة التوتة الذهبية | أسوأ سيناريو                              | Tony Leondis, Eric Siegel and مايك وايت   | فوز    |
| 2018 | جائزة التوتة الذهبية | The Razzie Nominee So Rotten You Loved It | The Emoji Movie                           | رُشِّح    |
| 2018 | جائزة موفي جايد      | 10 أفضل فيلم عائلي 2017                   | كولومبيا بيكتشرز/ سوني بيكتشرز انترتيمينت | رُشِّح    |
| 2018 | جائزة اختيار الاطفال | أفضل فيلم أنيميشن                         | فيلم الإيموجي                             | رُشِّح    |